# IOS 26
iOS 26 é o décimo nono e o próximo grande lançamento do sistema operacional iOS da Apple para o iPhone. Foi anunciado em 9 de junho de 2025, na Worldwide Developers Conference (WWDC) da Apple, e tem lançamento previsto para setembro.
É o sucessor direto do iOS 18; seu número de versão foi antecipado para 26 devido a uma política recém-anunciada de números de versão unificados para sistemas operacionais da Apple, que agora são baseados no ano que segue seu lançamento (semelhante aos anos do modelo do veículo).

## Características

### Recursos do sistema

#### Interface do usuário
O iOS 26 apresenta uma nova linguagem de design unificada em todas as plataformas da Apple, conhecida como Liquid Glass. Influenciado pelo visionOS, o design substitui a linguagem de design plano introduzida no iOS 7, para utilizar elementos arredodados e translúcidos com as "qualidades ópticas do vidro" (incluindo refração), que reagiriam ao movimento, conteúdo e entradas. Ele também traz o retorno do esqueumorfismo do iOS 6 e anteriores, mais notável no novo ícone do aplicativo Câmera (que se assemelha ao ícone do iOS 6 e anteriores). Vários aplicativos (incluindo a câmera e o Safari) redesenharam as interfaces do usuário para refletir a nova linguagem de design.

#### Tela inicial e tela de bloqueio
Os widgets na tela de bloqueio agora também podem ser posicionados na parte inferior, em vez de necessariamente na parte superior, abaixo da hora. A altura da hora exibida na tela de bloqueio é dinâmica e pode aumentar ou diminuir dependendo dos objetos reconhecidos em segundo plano, estejam eles na parte inferior ou superior, ou até mesmo com base na pilha de notificações que cresce de baixo para cima.
Tema claro: além dos temas escuro, claro e matizado, agora é possível escolher o novo tema "Claro", que oferece o efeito de vidro total.
Cena espacial para papel de parede (Spatial Scene for Wallpaper): ao personalizar a tela de bloqueio, o usuário pode aplicar um efeito 3D à foto, fazendo com que os objetos pareçam saltar da tela conforme o usuário move o telefone.

#### Bateria
- Energia adaptável (Adaptive power): Foi introduzido um novo modo de economia de energia menos agressivo, usado quando o uso do dispositivo é maior que o normal. Ele faz pequenos ajustes, como reduzir o brilho da tela ou tornar processos mais lentos, sem bloquear atividades em segundo plano como o modo tradicional.
- Tempo de carga (Charge Time): o tempo estimado para carga completa agora é exibido na tela de bloqueio e nas configurações.
- Estatísticas aprimoradas de uso da bateria (Improved Battery Usage Stats): o consumo diário da bateria é codificado por cores: laranja para uso intenso, azul para uso baixo ou típico. Cada aplicativo mostra se enviou mais notificações, ficou em segundo plano por mais tempo ou consumiu mais bateria do que o normal.

#### Acessibilidade
- Modo de leitura (Reader Mode): um novo modo de leitura em nível de sistema projetado para auxiliar usuários com cegueira, baixa visão ou outras dificuldades de leitura, tornando o texto mais fácil de ler.
- Acesso Braille (Braille Access): transforma o celular do usuário em uma ferramenta completa para anotações em braille, eliminando a necessidade de dispositivos externos. Suporta entrada em braille (via tela ou display braille), código Nemeth para cálculos, leitura de arquivos braille e navegação por aplicativos. Também fornece transcrições de conversas em tempo real no display braille.[6]
- Equalizador (Equalizer): um novo equalizador de áudio com dois modos, "Conforto" ("Comfort") e "Foco"  ("Focus"), para ajuste automático de frequência, foi adicionado nas configurações de Acessibilidade em Áudio e Efeitos Visuais.

#### Apple Intelligence
O iOS 26 apresenta novos recursos do Apple Intelligence; os modelos do Apple Intelligence foram tornados mais eficientes e oferecem suporte a idiomas adicionais. Ele oferecerá suporte à tradução ao vivo de conversas de voz e texto usando modelos no dispositivo, enquanto o Genmoji agora pode ser invocado para mesclar emojis existentes em vez de precisar usar um prompt.
O Visual Intelligence e o Image Playground também contarão com integração adicional do ChatGPT.
A nova estrutura de modelos de fundação permitirá que os recursos do Apple Intelligence sejam integrados em aplicativos de terceiros; a Apple afirmou que um aplicativo Swift pode implementar a estrutura em apenas três linhas de código.

#### Ditado de voz
Soletração de palavras (Spelling Words): agora é possível soletrar uma palavra ao ditar, o que é útil para palavras complexas ou desconhecidas.

#### Always-On Display (AOD)
Desfoque de papel de parede para AOD (Wallpaper Blur for AOD): uma nova configuração permite que o usuário aplique um efeito de desfoque à imagem de papel de parede do AOD.

### Recursos do aplicativo

#### Telefone
- Triagem de Chamadas (Call Screening): atende automaticamente chamadas de números desconhecidos para determinar se são de uma pessoa real ou spam. O serviço solicita que o autor da chamada se identifique e informe o motivo da ligação. Se a chamada for considerada legítima, ela é encaminhada e o telefone toca.
- Assistência de espera (Hold Assist): permite colocar uma chamada em espera e notificar o autor da chamada quando ele estiver pronto para retomar a conversa.
- Tocar em Recentes para Ligar (Tap Recents to Call): esta configuração, quando desativada, impede que chamadas acidentais sejam feitas ao tocar em um nome ou número no histórico de chamadas.
- Traduções ao vivo em chamadas (Live Translations in Calls): permite a tradução em tempo real da voz do interlocutor, convertendo-a para o idioma desejado durante a chamada.
- Resposta tátil do telefone (Phone Haptics): o aplicativo Telefone agora fornece feedback tátil, emitindo uma vibração quando a chamada é atendida do outro lado da linha.

#### Messagens
O aplicativo Mensagens agora oferece suporte a fundos personalizados, enquetes e ao indicador de usuário para digitação em conversas em grupo. O usuário também pode selecionar e copiar parte do texto de uma mensagem, em vez de copiar a mensagem inteira.
- Antispam: mensagens de spam de remetentes desconhecidos são automaticamente reconhecidas e movidas para uma lista separada.
- Traduções ao vivo de mensagens (Live Traslations for Messages): é possível ativar a tradução em tempo real para garantir que tudo escrito em um idioma seja enviado como uma mensagem escrita em outro idioma.

#### Música
- Pins de músicas e álbuns (Songs and Album Pins): o usuário pode fixar músicas ou álbuns favoritos no topo da Biblioteca.
- Tradução e pronúncia de letras ao vivo (Translation and pronunciation of live lyrics): permite entender as letras das músicas em outros idiomas e cantá-las mesmo que a pessoa não saiba a pronúncia.
- AutoMix: alterna entre uma música e outra usando técnicas de Time Stretching e Beat Matching para obter uma mixagem perfeita.
- Pastas de listas de reprodução (Playlist Folders): é possível criar pastas para colocar listas de reprodução.

#### Fotos
Há um novo layout com uma barra de comando na parte inferior que permite alternar rapidamente para Biblioteca, Coleções e Pesquisa.
- Cena Espacial (Spatial Scene): é possível aplicar um efeito 3D a uma foto para fazer com que os objetos representados pareçam sair da tela quando o celular se move. Esta é a mesma tecnologia do VisionOS que foi trazida para o iPhone.

#### Câmera
A interface da câmera agora está mais simples, com dois botões principais, "Foto" e "Vídeo", inicialmente visíveis e posicionados na parte inferior. Uma barra de comandos expansível e rolável revela outros modos de disparo. Os menus também estão mais intuitivos: para acessar controles como flash, temporizador e formato de foto, basta tocar no botão em forma de grade na parte superior da barra de ferramentas, sem a necessidade de deslizar o dedo.
Dicas de limpeza de lente (Lens Cleaning Hints) é uma nova configuração que exibe uma sugestão de quando a lente da câmera deve ser limpa para melhorar a qualidade da imagem.

#### Lembretes
É possível adicionar o controle Lembretes ao Centro de Controle, permitindo que você crie rapidamente um lembrete diretamente de lá.

#### Mapas
- Rotas preferenciais (Preferred Routes): ele aprende automaticamente as rotas que você faz todos os dias, como entre casa, escola e trabalho, e o notifica com antecedência sobre quaisquer atrasos, sem precisar verificar manualmente.
- Lugares favoritos (Favourite Places): você pode salvar seus lugares favoritos que visita, como bares ou parques, para encontrá-los imediatamente.

#### Safari
Um terceiro estilo "Compacto" (flutuante) foi adicionado para as guias, juntamente com os estilos existentes "Barra de guias" (embaixo) e "Guia única" (em cima).

#### Arquivos
- Personalização de pastas (Folder Customization): agora você pode colorir pastas e atribuir ícones personalizados para facilitar a identificação.
- Tipos de arquivo por aplicativo (File Types per App): no aplicativo Arquivo, você pode atribuir rapidamente o aplicativo padrão que precisa abrir esse tipo de arquivo.
- Arquivos de áudio como toque (Audio Files as Ringtone): você pode usar diretamente arquivos de áudio (MP3, M4A, etc.) como toques selecionando o arquivo, tocando em Compartilhar e escolhendo "Usar como toque".

#### Relógio
Alarmes (Alarms): agora você pode definir a duração da soneca de 1 a 15 minutos. Os botões para parar ou adiar o alarme são exibidos em tamanho grande para facilitar o acesso ao acordar.

#### Calculadora
Notas de matemática (Math Notes): as equações em 3 variáveis e gráficos 3D agora são suportados.

#### Senhas
- Histórico de senhas (Password History): permite visualizar senhas anteriores junto com suas datas de alteração.
- Exportar senhas (Export Passwords): permite exportar com segurança senhas, chaves de acesso e códigos de verificação para outros aplicativos gerenciadores de senhas.

#### Jornal
Vários diários (Multiple journals): você pode criar vários diários distintos, em vez de apenas um.

#### Podcast
Aprimorar Diálogo (Enhance Dialogue): uma nova opção que aprimora o áudio do podcast, enfatizando a voz e reduzindo o ruído de fundo e a música. Ela está localizada no menu que aparece para ajustar a velocidade do podcast.

#### Home
O Home suporta apenas a arquitetura redesenhada do Apple Home introduzida no iOS 16 e encerra o suporte para a arquitetura legada.

#### Jogos
Um novo aplicativo de jogos fornece uma interface para jogos da App Store e Apple Arcade, bem como recursos sociais do Game Center.

#### Apple Wallet
O aplicativo Apple Wallet adiciona funções adicionais para cartões de embarque, incluindo a capacidade de exibir mapas internos do respectivo aeroporto e informações de voo em tempo real como uma Atividade ao Vivo. Usuários nos Estados Unidos também poderão adicionar seu passaporte digital ao Wallet.

#### Atalhos
Ações de IA (AI Actions): novas ações permitem criar comandos aproveitando os recursos de IA. Esses comandos começam com uma ação que seleciona um modelo ou "mecanismo" de IA, como Nuvem (Computação em Nuvem Privada), No Dispositivo ou ChatGPT.

### Segurança e Privacidade

#### Permissão de acessórios com fio
Nas configurações de privacidade e segurança, há uma nova permissão que autoriza ou nega o uso de acessórios conectados ao telefone via cabo quando o telefone está bloqueado. As opções disponíveis são: sempre perguntar, solicitar novos acessórios, permitir automaticamente quando o telefone for desbloqueado e sempre permitir.

#### Contatos bloqueados
Uma nova seção está disponível nas configurações de privacidade e segurança que coleta todos os contatos bloqueados em vários aplicativos, como todos os números de telefone desconhecidos classificados automaticamente como spam.

## Dispositivos suportados
O iOS 26 requer um dispositivo com um processador Apple A13 Bionic ou mais recente, eliminando assim o suporte para o iPhone XS, XS Max e XR. O recurso Apple Intelligence requer um processador Apple A17 Pro ou mais recente.
| Dispositivo                | Suportado | Suporte Apple Intelligence |
| -------------------------- | --------- | -------------------------- |
| iPhone 11                  | Yes       | Não                        |
| iPhone 11 Pro & 11 Pro Max | Yes       | Não                        |
| iPhone SE (2.ª geração)    | Yes       | Não                        |
| iPhone 12 & 12 Mini        | Yes       | Não                        |
| iPhone 12 Pro & 12 Pro Max | Yes       | Não                        |
| iPhone 13 & 13 Mini        | Yes       | Não                        |
| iPhone 13 Pro & 13 Pro Max | Yes       | Não                        |
| iPhone SE (3.ª geração)    | Yes       | Não                        |
| iPhone 14 & 14 Plus        | Yes       | Não                        |
| iPhone 14 Pro & 14 Pro Max | Yes       | Não                        |
| iPhone 15 & 15 Plus        | Yes       | Não                        |
| iPhone 15 Pro & Pro Max    | Yes       | Yes                        |
| iPhone 16 & 16 Plus        | Yes       | Yes                        |
| iPhone 16 Pro & 16 Pro Max | Yes       | Yes                        |
| iPhone 16e                 | Yes       | Yes                        |

## Histórico de lançamnto
O primeiro beta do iOS 26 foi lançado em 9 de junho de 2025 para desenvolvedores, com uma versão revisada do primeiro beta sendo lançada em 13 de junho para as séries iPhone 15 e iPhone 16.
|  | Lançamento anterior |  | Versão atual |  | Versão beta atual |  | Resposta de segurança |

| Versão      | Build    | Data de lançamento  | Notas                                                                                              |
| ----------- | -------- | ------------------- | -------------------------------------------------------------------------------------------------- |
| 26.0 beta 1 | 23A5260n | 9 de junho de 2025  | Disponível como versão beta para desenvolvedores, com uma versão beta pública agendada para julho. |
| 26.0 beta 1 | 23A5260u | 13 de junho de 2025 | Disponível exclusivamente para as séries iPhone 15 e 16.                                           |